# Famille de Longueval de Bucquoy
Pour les articles homonymes, voir Longueval (homonymie) et Bucquoy (homonymie).
 (mai 2024).
Améliorez-le ou discutez des points à vérifier. 
 (mai 2024).
Si vous disposez d'ouvrages ou d'articles de référence ou si vous connaissez des sites web de qualité traitant du thème abordé ici, merci de compléter l'article en donnant les références utiles à sa vérifiabilité et en les liant à la section « Notes et références ».
 (septembre 2023).
La mise en forme du texte ne suit pas les recommandations de Wikipédia : il faut le « wikifier ».
Les points d'amélioration suivants sont les cas les plus fréquents. Le détail des points à revoir est peut-être précisé sur la page de discussion.
- Les titres sont pré-formatés par le logiciel. Ils ne sont ni en capitales, ni en gras.
- Le texte ne doit pas être écrit en capitales (les noms de famille non plus), ni en gras, ni en italique, ni en « petit »…
- Le gras n'est utilisé que pour surligner le titre de l'article dans l'introduction, une seule fois.
- L'italique est rarement utilisé : mots en langue étrangère, titres d'œuvres, noms de bateaux, etc.
- Les citations ne sont pas en italique mais en corps de texte normal. Elles sont entourées par des guillemets français : « et ».
- Les listes à puces sont à éviter, des paragraphes rédigés étant largement préférés. Les tableaux sont à réserver à la présentation de données structurées (résultats, etc.).
- Les appels de note de bas de page (petits chiffres en exposant, introduits par l'outil «  Source ») sont à placer entre la fin de phrase et le point final[comme ça].
- Les liens internes (vers d'autres articles de Wikipédia) sont à choisir avec parcimonie. Créez des liens vers des articles approfondissant le sujet. Les termes génériques sans rapport avec le sujet sont à éviter, ainsi que les répétitions de liens vers un même terme.
- Les liens externes sont à placer uniquement dans une section « Liens externes », à la fin de l'article. Ces liens sont à choisir avec parcimonie suivant les règles définies. Si un lien sert de source à l'article, son insertion dans le texte est à faire par les notes de bas de page.
- La présentation des références doit suivre les conventions bibliographiques. Il est recommandé d'utiliser les modèles {{Ouvrage}}, {{Chapitre}}, {{Article}}, {{Lien web}} et/ou {{Bibliographie}}. Le mode d'édition visuel peut mettre en forme automatiquement les références.
- Insérer une infobox (cadre d'informations à droite) n'est pas obligatoire pour parachever la mise en page.

Pour une aide détaillée, merci de consulter Aide:Wikification.
Si vous pensez que ces points ont été résolus, vous pouvez retirer ce bandeau et améliorer la mise en forme d'un autre article.
La famille de Longueval de Bucquoy (également orthographiée Buquoy ou Bucquois) est une famille de la noblesse française qui a plus tard prospérée dans le Saint-Empire romain germanique notamment dans le Royaume de Bohême. Originaires du comté d'Artois, où elle est connue depuis le XIIe siècle, ses membres portaient initialement le nom de Longueval.
En 1580, Maximilien de Longueval fut élevé au rang de comte de Bucquoy dans les Pays-Bas espagnols, marquant ainsi l'obtention du titre comtal pour la famille. Ce titre concernait le domaine de Bucquoy, situé en France, dans le comté d'Artois.Charles Bonaventure, comte de Bucquoy et fils de Maximilien, joua un rôle crucial dans l'histoire de la famille. Nommé maréchal et commandant suprême des armées impériales par l'empereur Ferdinand II en 1618, il arriva en Bohême au début de la guerre de Trente Ans. Sa carrière militaire fut marquée par plusieurs victoires significatives, notamment la défaite de l'armée protestante d'Ernst von Mansfeld à la bataille de Zablati en juin 1619, ainsi que sa victoire contre l'armée bohémienne du comte de Thurn à Eggenberg. Il a également dirigé les troupes catholiques de manière décisive à la bataille de la Montagne Blanche le 8 novembre 1620.
En récompense de ses services, l'empereur Ferdinand II attribua à Charles Bonaventure plusieurs possessions en Bohême en février 1620, dont les domaines de Nové Hrady, le château de Rožmberk nad Vltavou, Libějovice et les forteresses de Žumberk et Cukenštejn. Ces propriétés restèrent dans la famille jusqu'en 1945.Au fil du temps, les Bucquoy déplacèrent progressivement leurs intérêts des Pays-Bas espagnols vers l'Europe centrale. Ils devinrent l'une des familles nobles les plus influentes du Royaume de Bohême.

## Histoire

### Origine, une famille française
Dès le XIIIe siècle, la famille de Longueval se distingue en donnant deux chevaliers croisés, Aubert et Baudoin dont les armes sont représentés dans la salle des croisades.

### Les Bucquoy dans les États tchèques

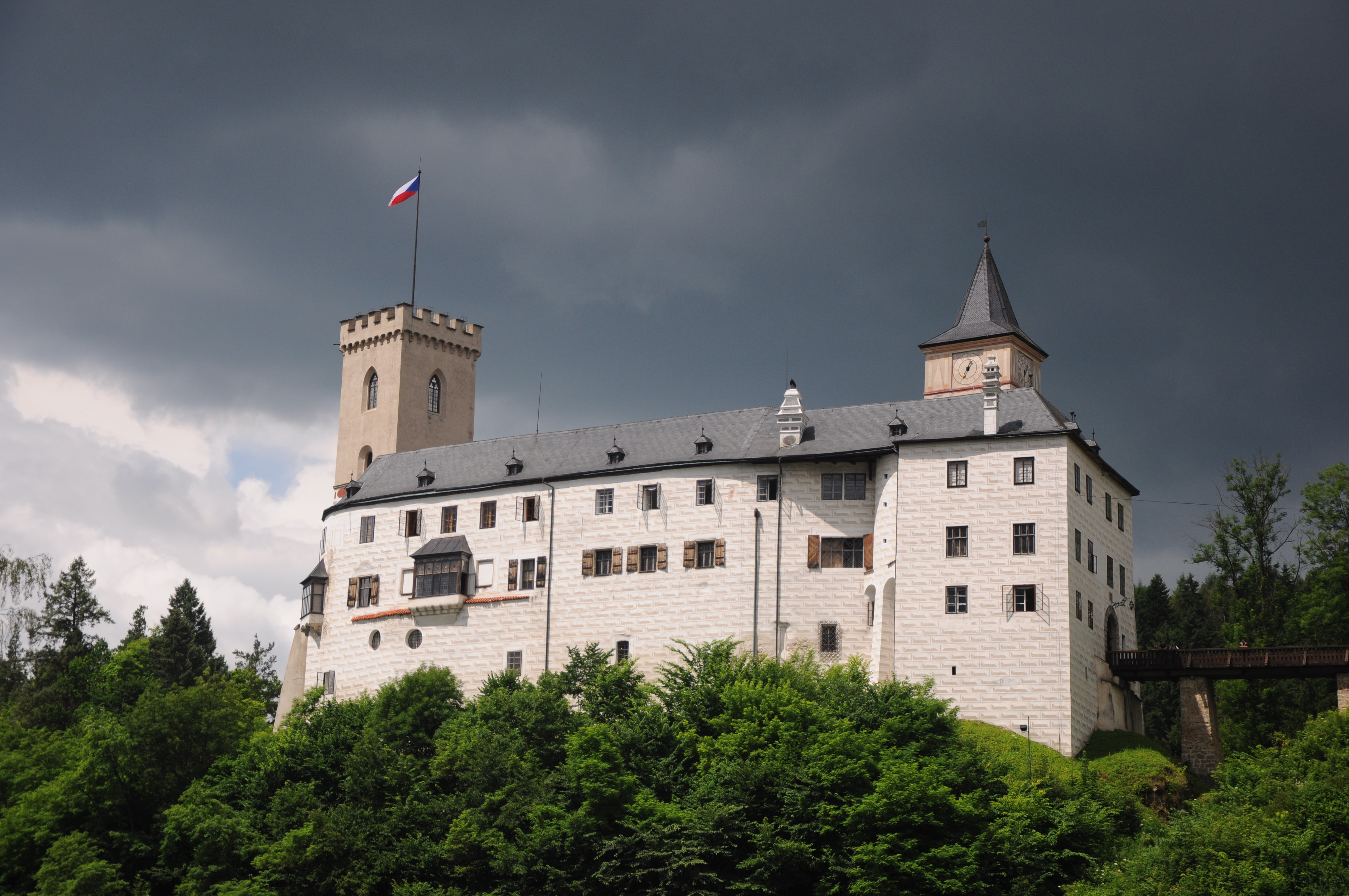
Le château de Rožmberk sur la Moldau

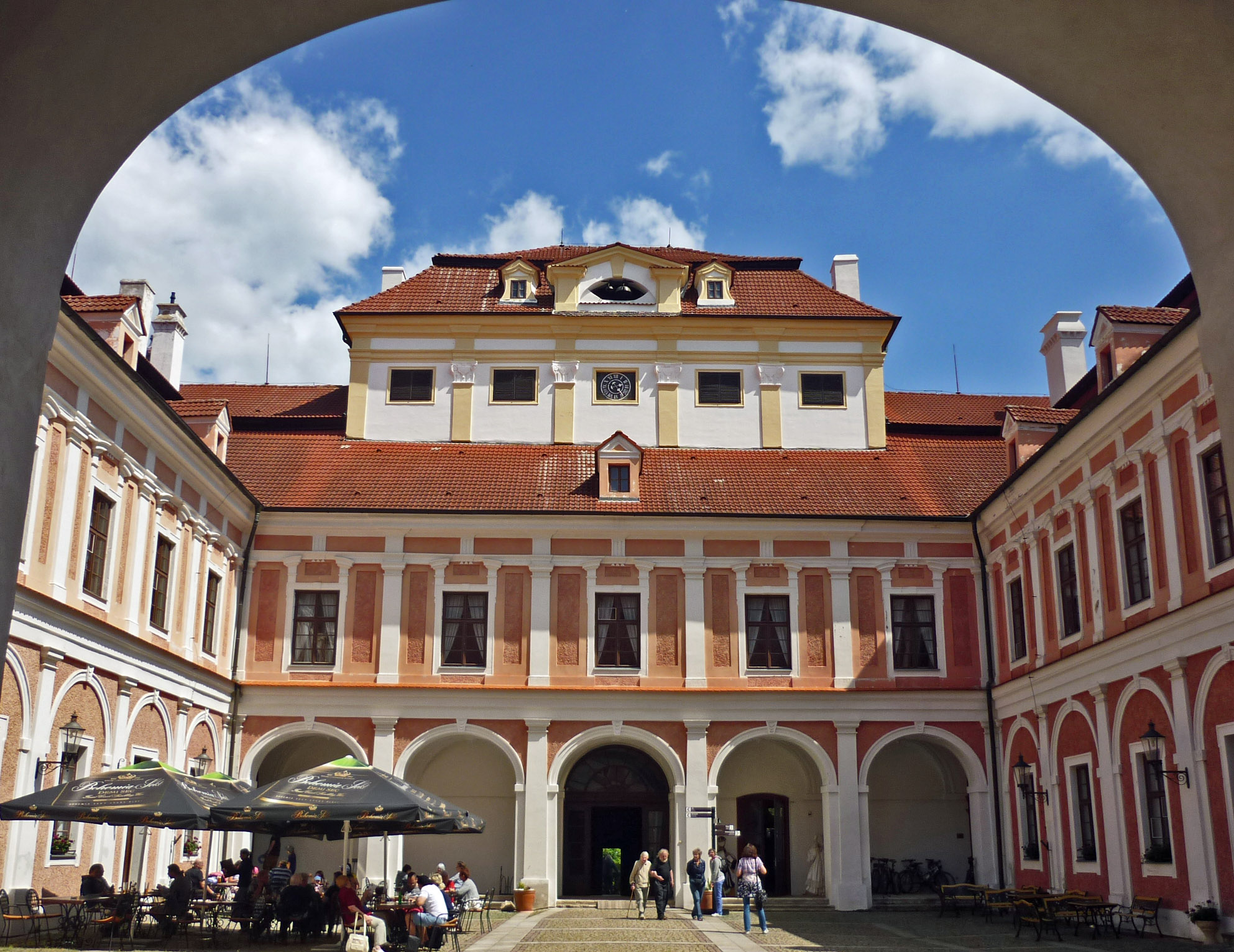
Le château de Cervený hradek

Les Bucquoy devinrent une des familles les plus importantes du royaume de Bohême.

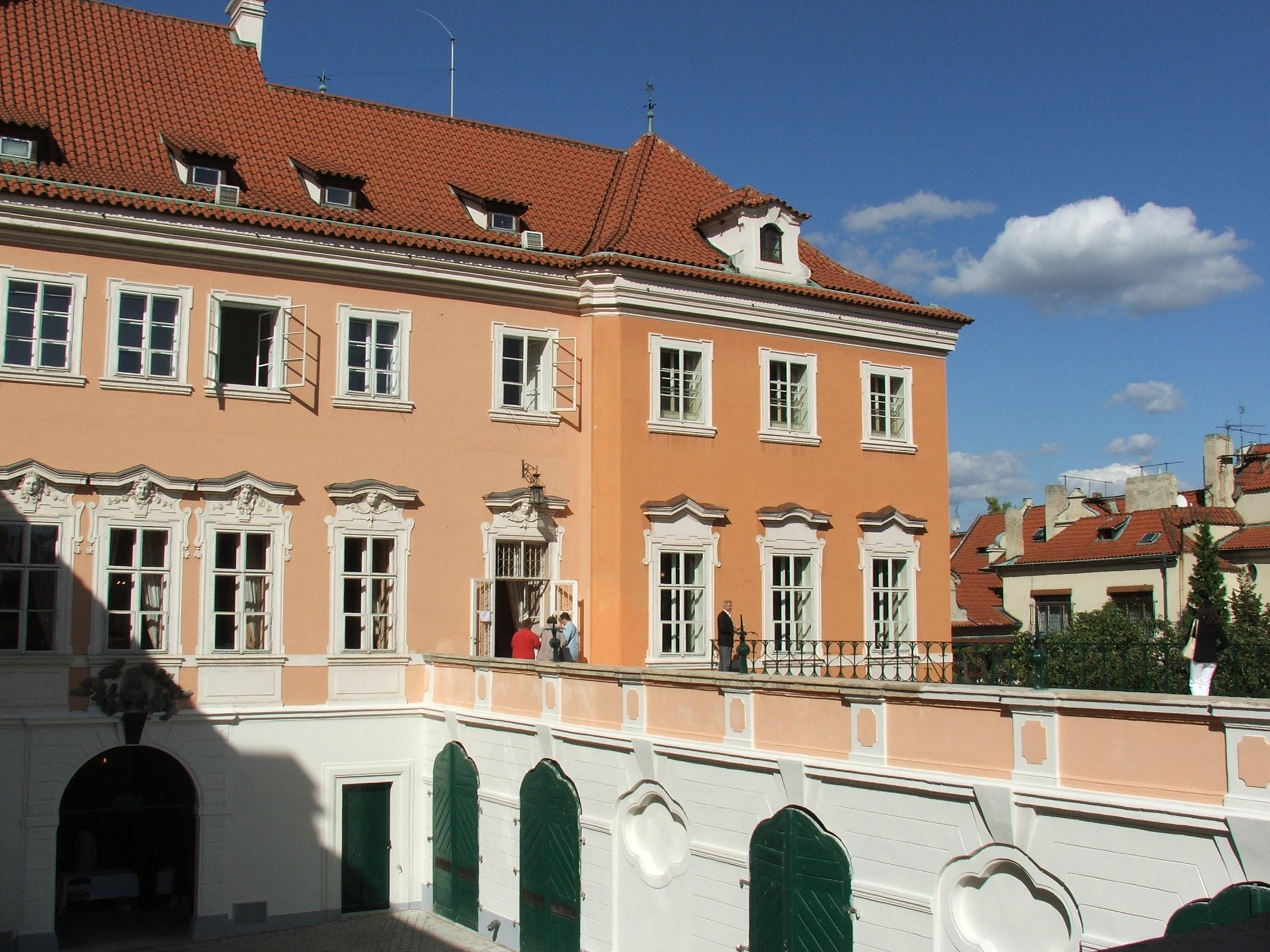
Palais du Bucquoy à Prague, aujourd'hui siège de l'ambassade de France

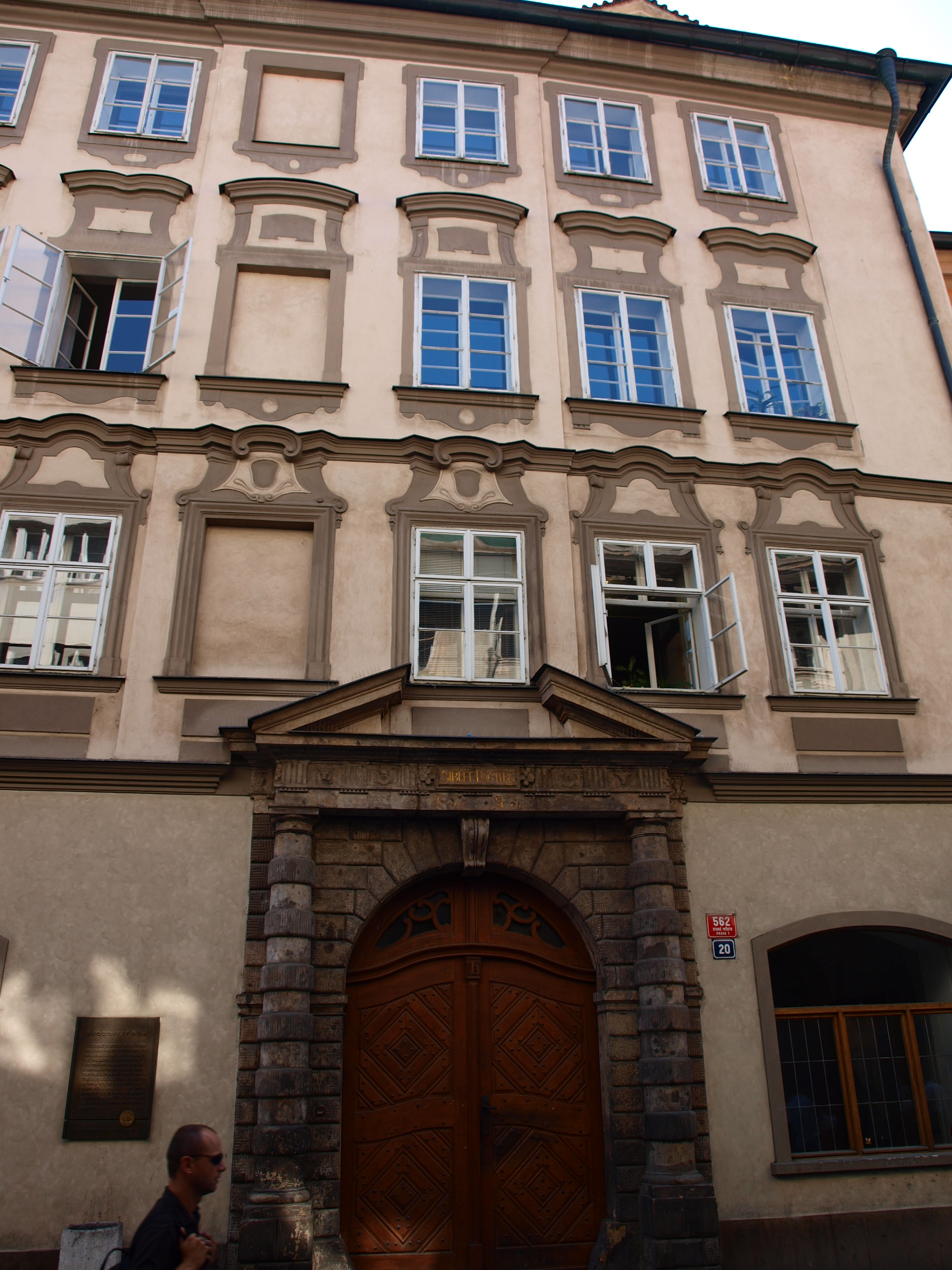
Ancien palais Bucquoy rue Celetná dans la Vieille ville de Prague.

Le premier membre de la famille arrivé en Bohême en 1618 fut le général impérial Charles-Bonaventure de Longueval, comte de Bucquoy (1571–1621). Il est né dans l'hôtel particulier familial à Arras, diplômé de l'université de Douai et après avoir terminé ses études, il devient chambellan à la cour royale de Madrid. Déjà à dix-neuf ans, il participe à des combats et commande à 25 ans sa propre unité de fantassins wallons. En 1597, il défendit avec succès Arras contre les rebelles hollandais. En 1598, il fut nommé gouverneur d'Emmerich v Rhénanie, où il fut capturé par les Hollandais et revendu à sa famille contre une rançon de 20 000 ducats. À l'âge de 32 ans, il est capitaine général d'artillerie et gêre l'importante propriété familiale répartie sur 12 domaines. Le 15 juin 1606, il épousa s Maria Magdalena di Biglia (1573-1654), fille du comte di Saronno et de son épouse Giustina Visconti, comtesse de Carbonaro. La mariée reçut de sa famille une énorme dot de 55 000 florins et le domaine de Farciennes  dans le duché de Liège. En 1613, Charles Bonaventura est nommé grand bailli et commandeur souverain de la province de Hainaut et reçoit l'ordre de la Toison d'or  en tant que 327e chevalier de l'ordre. En 1614, il entra au service autrichien et, le 15 juillet 1618, prit le commandement suprême de l'armée impériale au grade de maréchal. En juin 1619, il bat Pierre de Švamberk († 1620), l'un des trente directeurs fonciers protestants. Le 6 février 1620  - soit 9 mois avant la bataille de la Montagne Blanche - le Comte de Bucquoy reçut les domaines de Nové Hrady, Rožmberk et Libějovice ainsi que les domaines de Žumberk, Chválkov et Cuknštejn de l'ancienne propriété Švamberské au titre de soldes non payés pour ses soldats remontant à 1618. Et ce, par un acte de donation de l'empereur Ferdinand II. écrit en tchèque par le scribe Fabricio, signé par l'rmpereur et contresigné par le chancelier Zdenek Vojtěch Popel de Lobkovic. Charles Bonaventura est décédé le 10 juillet 1621 à l'âge de 50 ans à la forteresse d'Érsekújvár (Nové Zámky) après avoir été fait prisonnier et finalement assassiné par ses gardes.
Ô Cent ans plus tard, les Bucquoy étaient dans une situation financière si grave qu'ils furent contraints de déclarer faillite en 1732 et eurent du mal à payer leurs dettes pendant encore plusieurs décennies.

## Lieux de repos des Bucquoy dans les États tchèques
- L'église Saint-Nicolas (Rožmberk nad Vltavou), où est enterré le commandant des troupes impériales pendant la guerre de Trente Ans, le général Karel Bonaventura Bucquoy.
- Tombe souterraine (crypte) de en 1648, au milieu du presbytère de l'église Saint-Pierre. Pierre et Paul de Nový Hrady
- Tombeau de Bucquoy - tombeau de type chapelle néo-gothique des années 1902 – 1904, au cimetière de Nový Hrady selon le projet de l'architecte pragois Josef Schulz.

## Patrimoine de la famille auxXVIIIeetXXesiècles
Peu avant la mort du prince Emmanuel en 1703, Vaux est vendu au fils illégitime du roi Louis XIV. et les marquis de Montespan, les domaines du Petit Bucquoy, d'Achiet le Petit et les maisons d'Arras cédées aux créanciers (les familles de Mullet et de Lattre). Le partage des biens après la mort du prince fit passer les domaines de Farciennes et du Grand Bucquoy à la sœur du prince, la comtesse mariée Waldstein, Porceauville, Buisseaux au Vale, Bergaigne d'Arras et les domaines forestiers de Riaval et Rossignol furent vendus. pour le règlement financier des membres de la famille. Durant la Révolution française, les biens de la famille, ainsi que d'autres grands propriétaires privés, furent détruits, châteaux et bâtiments furent pillés, si bien que beaucoup d'entre eux disparurent complètement.
En Autriche-Hongrie, la famille possédait 6 maisons à Vienne et les domaines de Nové Hrady, Rožmberk et Libějovice. Les activités de construction coûteuses du comte Albert Karl ont conduit à l'accumulation de dettes, de sorte que son fils a hérité d'une dette de 150 000 florins, alors qu'il devait encore rembourser sa belle-mère et ses filles. En 1732, il dut déclarer faillite, ses dettes s'élevant à 719 499 florins pour un actif de 824 000 florins. Le comte František Leopold reprend les rènes en 1740, se lance dans l'agriculture et rembourse ses dettes. Il rembourse son frère mais en 1756 il doit encore à ses créanciers 398 644 florins. En 1801, les Bucquoy vendent le domaine Libějovice aux Schwarzenberg contre la reprise de dettes et 300 000 florins. Cette vente et le mariage du comte Jiří František en 1806 avec l'héritière du domaine Červený Hrádek à Chomutovska, la comtesse Rottenhanová, a finalement stabilisé la situation financière de la famille. Le comte Jiří František a géré de manière exemplaire. Au XIXe siècle, la propriété familiale s'agrandit encore des domaines de Hauenštejn, Měděnec et Přísiečnice.
D'après le registre des grands domaines en royaume de Bohême de1906, les comptes de Bucquoy détenaient les domaines de Nové Hrady, Rožmberk et Přísečnice, d'une superficie de 25 278 ha, dont 20 842 ha de forêts, ainsi que le domaine de Hauenštejn d'une superficie de 2 584 ha, dont 2 255 ha de forêts. La gestion du domaine fut bouleversée par la réforme agraire des années 1920 durant laquelle, l'État confisque à la famille 9 558 ha de terres essentiellement forestières (ce qui est un paradoxe, car le but de cette réforme agraire était d'attribuer des terres aux petits agriculteurs afin qu'ils puissent cultiver de manière indépendante) dont 4 793 ha sur le domaine Nové Hrady, 194 ha sur le domaine de Rožmberk, 4 327 ha sur le domaine de Přísečnice, 245 ha sur le domaine d'Hauenštejn .
Le reste des biens fut confisqué à la famille le 6 octobre 1945 sur la base des décrets de Beneš sanctionnant le fait que la branche de Novigrad se soit déclarée pendant la guerre de nationalité allemande. Le dernier propriétaire du domaine était Karel Jiří, 15e comte de Bucquoy (9 mars 1885-17 mai 1952), décédé des suites d'une longue maladie dans un hôpital pénitentiaire.

## Généalogie
Les derniers descendants de la famille de Bucquoy comptent Miroslav Marek  et Vincent d'Hornes . La lignée a1 est la lignée de Nové Hrady et Rožmberk tandis que la lignée a3 est la lignée d'Hauenštejn.
- a1. Comte Karel Jiří Jindřich Maria Ferdinand Josef (Karl-Georg Heinrich Maria Ferdinand Joseph, * 9 mars 1885 à Vienne – 17 mai 1952 à l'hôpital pénitentiaire de Brno-Mírov)
avec Vienne, 7 juillet 1914
Comtesse Marie Valérie Kinská de Vchynic et Tetova (* 28 août 1896 – 24 janvier 1963)
  - b1. Comte Ferdinand Karl Bonaventura Antonius Markus Maria (* Vienne 25.4.1915 + Kreuth 29.4.1986)
avec Karlovy Vary 23.3.1940
Comtesse Charlotte Franziska von Ledebur-Wicheln (* Heřmanův Městec 26.7.1913 + Rottach-Egern 11.11.1994)
    - c1. Comte Michael Carl Maria (* Prague 12.1.1941)
avec Kloster Andechs 29.4.1972
Carlotta Hilda Brunetti (* Milan 12.6.1949)
      - d1. Nicolas (* Munich 23.8.1976)
      - d2. Flore (* Munich 11.5.1979)

    - c2. Comtesse Maria Charlotte Thérèse (* Prague 13.10.1942 + 12.12.2000)
avec Bad Wiessee 05/07/1966 (né en 1981)
Comte Benedikt von und zu Hoensbroech (* Cologne 2.7.1939)
    - c3. Comte František Hubertus Maria (* Prague 12 octobre 1944)
avec Neubourg 13/07/1973
Comtesse Carla du Moulin-Eckart (* Neubourg 13.11.1950)
      - d1. Alice (* Munich 27.8.1980)
      - d2. Félix (* Munich 25.1.1994)

  - b2. Comtesse Henriette Marie Valérie Bonaventura Antonius Dominika Romana (* Nové Hrady 4.8.1917 + Krumbach 3.3.1967)
1.s. Nové Hrady 28/4/1941
Comte Johannes Adam von Ledebur-Wicheln (* Vienne 18.2.1916 + Körsör 21.5.1945)
2.s. Wallerstein 18.6.1950
Prince Wolfgang Maria zu Öttingen-Öttingen et Öttingen-Wallerstein (* Munich 1.8.1924 + Château de Seyfriedsberg 4.4.2001)
  - b3. Comte Karl Albert Heinrich Maria Bonaventura Antonius Petrus (* Nové Hrady 19.10.1918 + Markdorf 24.2.1955)
  - b4. comte Johannes Ulrich Karl Bonaventura Antonius Maria (* 8.12.1925 Vienne + croiseur Scharnhorst 26.12.1943)
  - b5. comte Rudolf Hubert Bruno Karl Bonaventura Antonius Maria (* Nové Hrady 6.10.1927 + Bonn 5.4.1995)
avec Maison Assen 12/07/1956
Comtesse Hedwig Maria Antonia von Galen (* Neuengraben 8.2.1934)
    - c1. Comtesse Johanna Maria Fernande Huberta Theresia Bernadette (* Bonn 1.8.1957)
avec en 1990
Alexis von Aminoss (* 30.10.1957)
    - c2. Comtesse Maria Bernadette Henriette Fernande Martina Huberta (* Bonn 5.11.1958)
    - c3. Comte Carl Georg Maria Christoph Bernhard Hubertus Jakobus Bonaventura (* Bonn 20.7.1961)
    - c4. Comte Markus Christoph Hubertus Karl Bonaventura Maria (* Bonn 20.5.1963)
- a2. Comtesse Thérèse Sophie Julie Henriette Marie (* Rosenberg (Olesno), Haute-Silésie 4.6.1888 + Munich 5.11.1968)
- a3. comte Heinrich Albert Joseph Maria (* Hauenštejn/Horní Hrad 6.9.1892 + Laupheim 21.12.1959)
avec Vernéřov 16.7.1941
Comtesse Maria Anna Korb von Weidenheim (* Vernéřov 25.5.1908 + Feldkirchen bei Westerham 2.9.1975)
  - b1. Comtesse Margarete Hedwige (* Karlovy Vary 1.5.1942)
  - b2. Comtesse Sophie Thérèse (* Karlovy Vary, 9 mars 1944)
avec Feldkirchen près de Westerham 20.12.1971
Roland Sequira (* Bombay 16 janvier 1937)
- a4. Comte Ferdinand Philipp Georg Maria Heinrich (* Hauenštejn/Horní Hrad 5 février 1896 + Neustadt/Saale 30 septembre 1975)

## Personnalités marquantes de la famille des comtes Bucquoy dans les États tchèques
- František Leopold (29 novembre 1703 Vienne - 10 octobre 1767 Prague), maréchal suprême du royaume tchèque à partir de 1747, dans les années 1749-1757 le plus haut chambellan des terres et enfin dans les années 1757-1767 le plus haut maître des terres, porteur de l'ordre de la Toison d'or.
- Johann Nepomuk Josef (německy Johann Nepomuk Joseph von Bucquoy, 28 juin 1741 à Prague – 12 avril 1803 ibid.), fils de František Leopold Longueval-Bucquoy (1703-1767) et de Gabriela Johanna Hermina de Roggendorf (1717-1790). Botaniste et philanthrope, il fonda des institutions pour les pauvres et les malades ainsi que des écoles. En 1756, il créa un parc naturel sous Nový Hrady et le nomma « Vallée de Terezi » en l'honneur de sa femme.
- Jiří František August (Georg Franz August ; 7 septembre 1781 Bruxelles – 19 avril 1851 Prague) fils de Léopold Albert Longueval-Bucquoy (1744-1795) et d'Adélaïda Jeanne de Preud'homme d'Hailly (1717 - ?), frère du peintre Ludvík Arnošt. Patriote régional tchèque, v en 1848, membre du Comité national, scientifique exceptionnel, économiste national, homme d'affaires et inventeur. Il acheva la reconstruction du château de Rožmberk et la construction du château empire de Nové Hrady. Il fonda la première réserve naturelle en Bohême - Forêt de Žofín et Forêt de Hojná Voda. À Červení Hrádek, il a donné 1811-1814 pour construire deux machines à vapeur en bois selon sa propre conception - v Bohême pour la première fois. Il modernise la production de verre cristal, invente le verre hyalite noir. Il se consacre également à la théorie économique, à l'homéopathie, à la philosophie naturelle et à la poésie.
- Ludvík Arnošt (Ludwig Ernst ; 26 décembre 1783 Bruxelles – 14 février 1834 Vienne) était le fils de Léopold Albert Longueval-Bucquoy (11 décembre 1744 Nové Hrady – 18 juillet 1795) et d'Adélaïda Jeanne de Preud'homme d'Hailly (1717 - ?) et frère de Jiří František Augustus. Il était un peintre connu de paysages romantiques du premier tiers du XIXe siècle. Il peint notamment des motifs de Domaines Bucquoy.

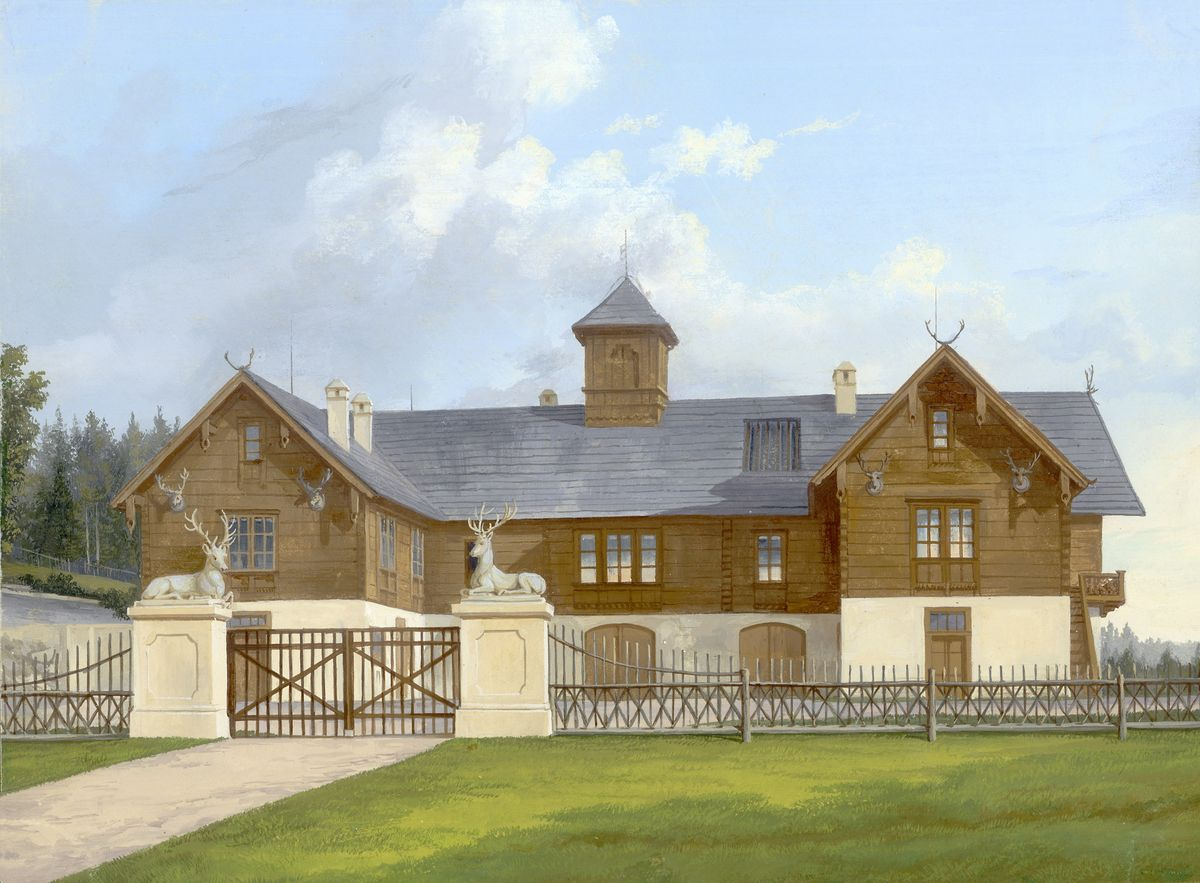
Pavillon de chasse de Žofín, une aquarelle d'AG Schulz

- Jiří Jan Jindřich (Georg Johann Heinrich ; 2 août 1814 à Červený Hrádek près de Chomutova – 2 septembre 1882 Baden-Baden, inhumée à Nový Hrady) V entre 1851 et 1857, il fit reconstruire le château de Rožmberk en musée familial.
- Karel Bonaventura, comte Bucquoy-Longueval (24 septembre 1854 Vienne – 9 août 1911 Vienne, inhumé aux Nouveaux Châteaux) était le fils de Jiří Jan Jindřich Longueval-Bucquoy (2 août 1814 Červený Hrádek u Chomutova – 2 septembre 1882 Baden-Baden) et Žofia Terezia b d'Öttingen-Öttingen et Öttingen-Wallerstein (6.1.1829 – 27.4.1897) et frère de Ferdinand Maria Jindřich. C'était un grand propriétaire foncier et homme politique, chef de la noblesse conservatrice au sein de l'Assemblée du Land tchèque. Il épousa la comtesse Filipina Terezia Czernin-Morzinová (29 novembre 1858-6 août 1937) à Prague le 1er mai 1878.
- Ferdinand Maria Jindřich (Ferdinand Maria Heinrich ; 15 septembre 1856 Vienne – 27 septembre 1909 Šempeter pri Gorica, enterré à Nové Hrady) était le fils de Jiří Jan Jindřich Longueval-Bucquoy (2 août 1814 Červený Hrádek u Chomutova – 2 septembre 1882 Baden-Baden) et Žofia Terezia b d'Öttingen-Öttingen et Öttingen-Wallerstein (6 janvier 1829 – 27 avril 1897) et frère de Karel Bonaventura. C'était un homme politique et un expert agraire. 1904 – 1906 Ministre de l'Agriculture. Baden tu À Vienne, le 30 août 1882, il épousa s Henrietta Cappy (19 janvier 1857 Pest, Budapest - 13 avril 1929 Nové Hrady)

## Armoiries
Simplifié : v dans le champ rouge, motif bleu et blanc en forme de cloches (héraldique appelée cendrier, il ne s'agit pas couleur, ni sur du métal, mais d'une fourrure - peau de opossums cendrés, appelés à tort écureuils frênes).
En détail : dans un écu rouge, trois barres transversales bleues inclinées (du côté supérieur droit au côté inférieur gauche) incrustées de frêne blanc, au-dessus de celle du milieu une petite croix d'argent. Le bijou est une bannière rouge bordée de blanc à trois barres comme sur un bouclier, issue d'un casque couronné sur un mât rouge et blanc avec une pointe d'or. Les couvertures sont rouge-bleu. Les armoiries complètes comprennent également deux dragons rouges (griffons) comme porteurs de bouclier et la devise Dieu et mon roi (À Dieu et mon roi).